# Jam & Spoon
Jam & Spoon — немецкий музыкальный дуэт из Франкфурта-на-Майне, работавший в жанре транс. В состав входили музыканты и продюсеры Ролф Эллмер и Маркус Лёффел, которые выпускали музыку также под псевдонимами Tokyo Ghetto Pussy, Storm и Big Room. Их дебютный альбом Breaks Unit 1 вышел в 1991 году. Дуэт записывал ремиксы для Моби, Frankie Goes to Hollywood, Deep Forest и других. Известность в мире и коммерческий успех принёс им в 1994 году сингл «Right in the Night», за которым последовали хиты «Find Me» и «Angel». Вокал для этих треков был записан певицей Плавкой Лонич.
В 2000 году Jam & Spoon сделали ремикс композиции Джорджо Мородера «The Chase» 1979 года; в США ремикс возглавил чарт клубных хитов. В этом же хит-параде четвёртое место занял сингл «Be Angeled» (2001), записанный при участии Рэя Гарви из Reamonn. Его вокал появился также на треке «Set Me Free (Empty Rooms)» из последнего альбома коллектива Tripomatic Fairytales 3003 (2004).
11 января 2006 года Маркус Лёффел в возрасте 39 лет скончался от сердечного приступа в своей берлинской квартире. В память о нём был выпущен сборник Remixes & Club Classics в сентябре того же года.

## Дискография

### Альбомы
| Год  | Альбом                     | Высшее место в хит-параде | Высшее место в хит-параде | Высшее место в хит-параде | Высшее место в хит-параде |
| Год  | Альбом                     | DE                        | CH                        | GB                        | NL                        |
| ---- | -------------------------- | ------------------------- | ------------------------- | ------------------------- | ------------------------- |
| 1991 | Breaks Unit 1              | —                         | —                         | —                         | —                         |
| 1993 | Tripomatic Fairytales 2001 | 52                        | —                         | 71                        | 90                        |
| 1993 | Tripomatic Fairytales 2002 | —                         | —                         | —                         | —                         |
| 1997 | Kaleidoscope               | 40                        | 49                        | —                         | —                         |
| 2004 | Tripomatic Fairytales 3003 | 23                        | —                         | —                         | —                         |
| 2006 | Remixes & Club Classics    | —                         | —                         | —                         | —                         |

### Синглы
| 1992 | «Tales from a Danceographic Ocean»                | —  | —  | —  | —  | 49 | —  | —  | —  |
| 1992 | «Stella»                                          | —  | —  | —  | —  | 66 | —  | —  | —  |
| 1993 | «Right in the Night (Fall in Love with Music)»[B] | 7  | 2  | 4  | 6  | 10 | 10 | 9  | 29 |
| 1994 | «Find Me (Odyssey to Anyoona)»[B]                 | —  | 22 | 20 | 17 | 22 | 20 | 34 | 16 |
| 1995 | «Angel (Ladadi O-Heyo)»[B]                        | —  | —  | 28 | 30 | 26 | 41 | —  | —  |
| 1995 | «You Gotta Say Yes To Another Excess»[C]          | —  | —  | —  | 28 | —  | —  | —  | —  |
| 1997 | «Kaleidoscope Skies»[B]                           | 18 | —  | —  | 16 | 48 | —  | —  | —  |
| 1997 | «El Baile»                                        | —  | —  | —  | 56 | —  | —  | —  | —  |
| 1998 | «Don’t Call It Love»[B]                           | —  | —  | —  | 78 | —  | —  | —  | —  |
| 1999 | «Stella 1999—1992»                                | —  | —  | —  | 55 | —  | —  | —  | —  |
| 2000 | «The Chase»[D]                                    | —  | —  | 75 | 44 | 46 | 68 | —  | 1  |
| 2001 | «Be Angeled»[E]                                   | 15 | —  | 53 | 16 | 31 | 95 | —  | 4  |
| 2003 | «Cynical Heart»[F]                                | 50 | —  | —  | 52 | —  | —  | —  | —  |
| 2004 | «Set Me Free (Empty Rooms)»[E]                    | 57 | —  | —  | 22 | —  | —  | —  | —  |
| 2004 | «Butterfly Sign»[B]                               | —  | —  | —  | 67 | —  | —  | —  | —  |

1. ↑  Для «Right in the Night» указана позиция в Hot Dance Music/Maxi-Singles Sales; для остальных — в Hot Dance Club Songs.
2. ↑  При участии Plavka.
3. ↑  Jam & Spoon’s Hands On Yello.
4. ↑  Giorgio Moroder vs. Jam & Spoon.
5. ↑  При участии Rea.
6. ↑  При участии Джима Керра.